# 75009 Petervereš
75009 Petervereš è un asteroide della fascia principale. Scoperto nel 1999, presenta un'orbita caratterizzata da un semiasse maggiore pari a 2,3988068 au e da un'eccentricità di 0,0986883, inclinata di 7,03091° rispetto all'eclittica.